# جليدسون
جليدسون (بالبرتغالية: Gledson da Silva Menezes‏) (4 سبتمبر 1979 بريو غراندي دو نورتي في البرازيل - ) هو لاعب كرة قدم برازيلي في مركز الدفاع. لعب مع إف إس في فرانكفورت وروت فايس آهلن وفورتونا كولن ونادي أيه بي سي ونادي شتوتغارت ونادي كورينثيانز وهانزا روستوك ونادي أوسنابروك.

## روابط خارجية
- جليدسون على موقع قاعدة بيانات كرة القدم.إي يو (الإنجليزية)
- جليدسون على موقع بيانات كرة القدم. دي إي (الألمانية)
- جليدسون على موقع Soccerway.com (الإنجليزية)
- جليدسون على موقع عالم كرة القدم.نت (الإنجليزية)